# Amabília Almeida
Amabília Vilaronga de Pinho Almeida (Jacobina, 24 de maio de 1929) é uma educadora e política brasileira.

## Biografia
Foi professora primária em Jacobina. Em 1947, tornou-se professora da rede pública estadual da Bahia. Iniciou um movimento pela melhoria dos salários da categoria, na década de 1950. Especializou-se em Educação Pré-escolar, Higiene Escolar e Puericultura pela Legião Brasileira de Assistência. Presidiu a Associação Feminina da Bahia, mas teve seus direitos políticos cassados após o golpe militar de 1964, sendo aposentada compulsoriamente pelo AI-2.
Fundou em 1965 a Escola Experimental, em Salvador. Elegeu-se vereadora pelo PMDB, em 1982. Candidatou-se a deputada estadual em 1986 e se elegeu suplente, assumindo uma vaga na Assembleia Legislativa em março de 1987. Mais tarde, deixou o PMDB e filiou-se ao PSB. Desenvolveu projetos de educação na Fazenda Candeal, em 1992.
Recebeu em 2013 o Diploma Bertha Lutz. No mesmo ano, integrou a Comissão da Verdade na Bahia.